# Wojkowice
Wojkowice é um município da Polônia, na voivodia da Silésia e no condado de Będzin. Estende-se por uma área de 12,77 km², com 9 078 habitantes, segundo os censos de 2016, com uma densidade de 709,8 hab/km².